# Anoplostoma tenuicaudum
Anoplostoma tenuicaudum är en rundmaskart som beskrevs av Allgen 1959. Anoplostoma tenuicaudum ingår i släktet Anoplostoma och familjen Anoplostomatidae. Inga underarter finns listade i Catalogue of Life.